# Marcus Sylvegård
Marcus Pat Chris Sylvegård, född 4 maj 1999 i Gessie i Vellinge kommun, är en svensk professionell ishockeyspelare som spelar för  Växjö Lakers HC i SHL.
Han är son till Patrik Sylvegård och yngre bror till Emil och Hampus Sylvegård.